# Capoeta trutta
Capoeta trutta är en fiskart som först beskrevs av Heckel, 1843.  Capoeta trutta ingår i släktet Capoeta och familjen karpfiskar. Inga underarter finns listade.